# Felix Würtz
Felix Würtz, auch Felix Wirtz und Felix Wirz (* zwischen 1500 und 1510 in Zürich; † um 1596 wohl in Straßburg), war ein Schweizer Wundarzt, der in Zürich und Straßburg praktizierte und lebte. 

## Leben
Felix Würtz, Sohn des Malers Conrad Würtz, hatte keine universitäre Ausbildung, sondern machte wohl als 14-Jähriger eine Lehre bei einem Barbier oder Wundarzt und war dann als Scherer und vermutlich auch als Feldscher tätig. Ab 1536 war er als Scherermeister Mitglied der Schererzunft „Zum schwarzen Garten“ in Zürich. 1559 siedelte er nach Straßburg um, wo er Spitalchirurg wurde. Mit dem Naturforscher und Oberstadtarzt von Zürich Conrad Gessner war Würtz bekannt bzw. befreundet. Gessner soll ihm geraten haben, seine Erfahrungen und Kenntnisse aufzuschreiben.
Sein gleichnamiger Sohn (getauft 1551 im Großmünster zu Zürich) war ein Mitglied der Zunft „Zum goldenen Stern“ in Basel, ab 19. Oktober 1586 Basler Bürger und ebenfalls chirurgisch tätig; sein anderer Sohn Rudolph Würtz lebte in Straßburg.

## Werk
Würtz’ Hauptwerk Practica der Wundartzney erschien 1563 in Basel. Hierin beschreibt der Verfasser seine Auffassungen von der Wundversorgung und überdenkt kritisch verschiedene medizinische Traditionen. Dieses Buch bzw. dessen Ausgabe aus dem Jahr 1612 wird von Steinbrecher 2006 als «eines der originellsten und bedeutendsten medizinischen Werke des 16. Jahrhunderts» bezeichnet. Würtz setzt sich darin offensiv und deutlich von seiner Meinung nach falschen Behandlungsformen ab; insbesondere die bereits in Vergessenheit geratene, von ihm zunächst wieder aufgegriffene Wundnaht kritisiert er wegen der häufigen Infektionen und Sekretstauungen und empfiehlt einen eingeschränkten Indikationsbereich. Würtz betont die Rolle der eigenen praktischen Erfahrung und Anschauung. Diese Haltung zeigt sich auch im Kinderbüchlein, das 1612 von seinem Bruder Rudolf posthum zum Hauptwerk hinzugefügt wurde. Dieses Buch stellt ein wichtiges pädiatrisches Werk dar. Darin setzt sich Würtz ausführlich mit dem strammen Wickeln von Babys auseinander und stellt bestimmte extreme Formen dieser Praxis in Frage:

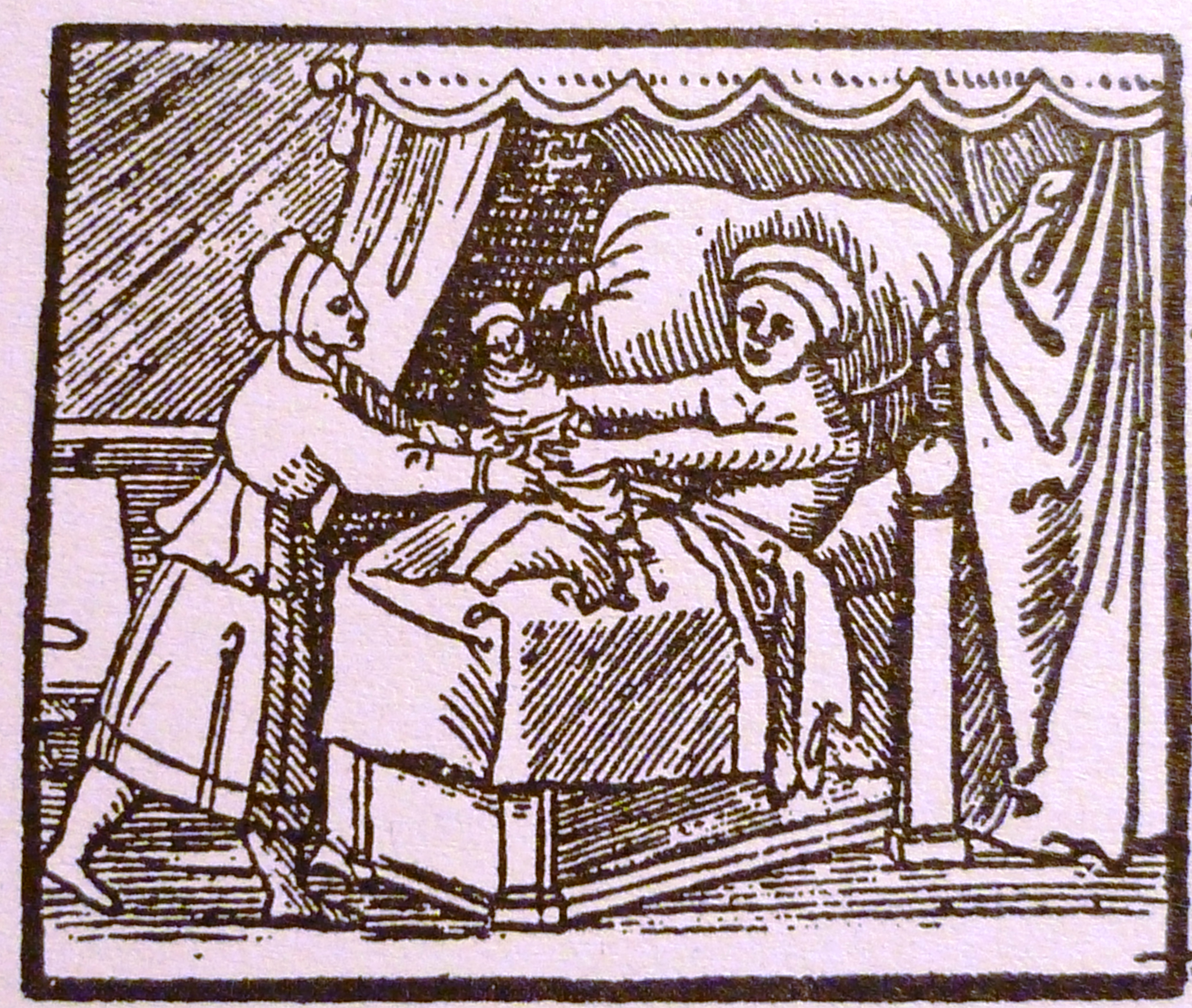
Gewickeltes Baby wird der Amme übergeben, 1549, Titelblatt von Bartholomäus Metlingers Regiment der jungen Kinder

«Ich habe auch rechte und gerade Kinder von Gott erschaffen und also von den Menschen in diese Welt geboren gesehen, aus denen trotzdem krumme und lahme Menschen geworden sind, die an ihren Schenkel auch niemals gerade und gesund geworden sind. (…) Ich habe aber auch etwa ein Kind wiederum niederlegen und zubinden lassen, damit ich sehe, wie sie es gebunden hätten. Da sah ich dann wohl, wo es gefehlt hatte. (…) Indem sie es aber aus Mißverstand gerade binden wollen, so binden sie es krumm und ziehen die Bänder hart zu, sodass das Kind keine Ruhe haben kann, sondern es windet und wendet sich so lange, bis daß es etwas mag ledig werden.»

## Schriften
- Practica der Wund-Artzney. Basel 1563
- Practica der Wundartzney: Was fuer schaedliche Mißbraeuch bey der Wundartzney in gemeinem schwanck, und warumb die abzuschaffen seind. Jtem Wie man allerley Wunden, sie seyen geschossen, gehawen, gestochen, gefallen, geschlagen, ohn einigen Mißbrauch, wie auch die Beinbruech, Curieren solle. Deßgleichen Von allerley Zufaellen der Wunden, wie dieselbigen zu erkennen, und ehe sie kommen, wie man jhnen begegnen soll, und so sie vorhanden, wie die abzuschaffen. Sampt einem grundtlichen bericht Von den Salben, Pflastern, Oelen, Blutstellungen, etc. insonders von den Wundtraenckern […]. Hrsg. von Felix Würtz junior. Sebastian Henricpetri, Basel 1596. (Exemplar im British Museum)
- Practica der Wundarzney. Hrsg. von Rudolph Würtz. Basel 1612.
- Practica der Wundartznei Felix Würtzen weyland des berühmpten und wohlerfahrenen Wundartzts zuo Basel […] Jetzunder von newem ubersehen und mit vieler Schäden Cur vermehret durch Rudolph Würtzen, Wundarzt zu Straßburg […]. Sebastian Henricpetri, Basel 1620.
- Kinderbüchlein. In: Felix Würtz: Wund-Artzney. (Gedruckt 1675, Ersterscheinung 1612), S. 674–730.